# Åsens kapell, Ångermanland
Åsens kapell är ett kapell som tillhör Grundsunda församling i Härnösands stift. Kapellet ligger sydost om byn Kasa i Örnsköldsviks kommun.

## Kapellet
Kapellet uppfördes 1976 av AB Bröderna Grundströms snickerifabrik i Örnsköldsvik och invigdes 5 september 1976. Kapellet, som rymmer 50 personer, har kyrkorum, kapprum, kök och toalettutrymme.
Ytterväggarna är klädda med träpanel. Vid västra gaveln finns en ställning där kyrkklockan hänger.

## Inventarier
- Ett votivskepp hänger från taket invid altaret.
- På väggarna hänger två textilier utförda av konstnären Kajsa Lindblom.